# Edmund Carl Julius Krüger
Edmund Carl Julius Krüger (* 28. Mai 1836 Dorpat; † 24. Februar 1909 Mitau) war ein deutschbaltischer Pädagoge und Archäologe.

## Familie
Krügers Vater war der deutschbaltische Maler Woldemar Friedrich Krüger.

## Tätigkeiten
Krüger studierte in Dorpat, unterrichtete als Lehrer von 1859 bis 1861 in Riga, dann in Mitau. Er war von 1863 bis zu seinem Tod Mitglied der Kurländischen Gesellschaft für Literatur und Kunst und von 1897 bis zu seinem Tod Mitglied des Kurländischen Provinzial Museums. Er nahm an verschiedenen Expeditionen teil und führte z. B. am 14. April 1866 zusammen mit August Bielenstein, Ernst August von Raison, Julius Döring, und anderen Ausgrabungen in Tērvete (Hofzumberge) und Svētais kalns (Heiligenberg) durch.

## Links
- https://www.journals.vu.lt/archaeologia-lituana/article/view/4906
- Album Academicum der Kaiserlichen Universität Dorpat